# 아버지의 가을
《아버지의 가을》은 MBC에서 2000년 10월 13일에 방영된 베스트극장으로, 생활고에 견디다 못해 아버지를 버린 자식들을 통해 가족간의 진정한 애정은 무엇인지 생각하게 해 주는 드라마이다.

## 줄거리
상국은 생활고로 2년 전 팔공산 절에 아버지를 버렸다. 어느날 아버지가 살아있다는 소식을 전해듣고 아버지를 찾아가지만 아버지는 자식이 없다고 한다.

## 등장 인물
- 이호재 : 상국 역
- 정승호
- 김해숙
- 김인문 : 아버지 서씨 역
- 김형자
- 사미자
- 전원주
- 전인택
- 정경순
- 오승명
- 신동훈
- 양하은